# Money Inc.
 (juillet 2013).
Si vous disposez d'ouvrages ou d'articles de référence ou si vous connaissez des sites web de qualité traitant du thème abordé ici, merci de compléter l'article en donnant les références utiles à sa vérifiabilité et en les liant à la section « Notes et références ».
Palmarès
championnat du monde par équipe de la WWF (3 fois)
Money Incorporated plus communément appelé Money Inc. est une équipe de catch de la World Wrestling Federation (WWF) composé de Ted DiBiase et d'Irwin R. Schyster (IRS) et managé par Sensational Sherri puis Jimmy Hart. Ensemble ils deviennent triple champion du monde par équipe de la WWF, respectivement contre les Legion of Doom (Hawk et Animal), les Natural Disasters (Earthquake et Typhoon) et les Steiner Brothers.

## Carrière

### Début et premier règne de champion par équipes
À partir de l'été 1991, la World Wrestling Federation (WWF) décide de faire travailler ensemble Ted DiBiase au gimmick de milliardaire vantard et Irwin R. Schyster qui lui incarne un agent du fisc demandant au public de payer leurs impôt. Ils n'apparaissent pas à la télévision ensemble et luttent dans des spectacles non télévisés.
Le 7 février 1992, DiBiase et IRS avec Sensational Sherri comme valet remportent leur premier titre de champion du monde par équipes de la WWF après leur victoire sur Legion of Doom au cours d'un spectacle non retransmis à la télévision. La WWF les présentent comme étant les nouveaux champions le 29 février dans un segment où on voit Jimmy Hart négocier leur match de championnat au détriment de ses client les Natural Disasters (Earthquake et Typhoon) suivi d'un extrait du match. Les deux équipes s'affrontent dans un match de championnat le 5 avril à WrestleMania VIII où Money Inc. se fait volontairement compter à l'extérieur afin de conserver les ceintures.

### Rivalité avec Hulk Hogan
Le 13 février 1993 lors des enregistrements de Raw, Ted Dibiase eut un match contre Brutus "The Barber" Beefcake dont c'était le premier match en trois ans, après une grave blessure au visage subie en 1990. Alors que Dibiase tenait Beefcake et demandait à Schyster de le frapper à la tête avec sa mallette, Jimmy Hart s'interposa à plusieurs reprises jusqu'au moment où Schyster le chassa du ring. I.R.S frappa alors Beefcake au visage avec sa mallette, ce qui déclencha le face-turn de Hart qui le justifia en disant qu'il avait été bouleversé par la situation et avait eu besoin de s'interposer pour faire quelque de bien.
Peu de temps après, Hulk Hogan fit son retour sur les écrans de la WWF et fit équipe avec Beefcake pour former les Mega-Maniacs, avec Hart en manager. Hogan et Beefcake défièrent Money Inc. pour le WWF Tag Team Championship lors de Wrestlemania IX. Durant le match, l'arbitre reçut une fausse blessure qui lui fit perdre conscience (kayfabe). Hart grimpa alors sur le ring, retourna sa veste, révélant des bandes blanches et noires similaires à celles d'un arbitre, et fit le compte de trois pour donner la victoire aux Mega-Maniacs. Hogan, Beefcake et Hart célébrèrent leur victoire en ouvrant la mallette pleine de billets verts de Schyster et les lancèrent dans la foule. La situation se renversa en un instant lorsqu'un second arbitre fit son apparition et disqualifia les Mega-Maniacs pour cause d'utilisation du masque de protection faciale en acier de Beefcake comme arme par Hogan.

### Dernier règne par équipe
Money Inc entra en rivalité avec les Steiner Brothers à l'été 1993. Lors de l'édition 1993 du King of the Ring, les Steiner Brothers et les Smokin' Gunns défirent Money Inc. et les Headshrinkers dans un match à 8 par équipe. Le lendemain à Raw, les Steiner Brothers remportèrent les ceintures par équipe. Deux jours plus tard, Money Inc. regagna les titres pour les reperdre trois jours plus tard contre les Steiner. Bien que Money Inc. eut de nombreux rematchs, ils furent incapables de gagner à nouveau les ceintures.
Après avoir échoué à reprendre le WWF Tag Team Championship, Money Inc. commença une rivalité contre Razor Ramon. Après la défaite de Ramon contre le 1-2-3- Kid, Dibiase lui offrit un emploi de valet, ce qui déclencha la fureur et le faceturn de Ramon. Peu après, Ramon distraira Dibiase pendant son match contre le 1-2-3- Kid lui causant une humiliante défaite. A Summerslam 1993, Ramon battra Dibiase dans ce qui sera son dernier match à la WWF. Plus tard, dans le même pay-per-view, I.R.S battra le 1-2-3- Kid.
Après le départ pour plusieurs mois de Dibiase, Schyster retournera à la compétition en solo, entrant notamment en rivalité avec Ramon.

## Source
- (en) Cet article est partiellement ou en totalité issu de l’article de Wikipédia en anglais intitulé « Money_Inc. » (voir la liste des auteurs).